# Budy Kałowskie
Budy Kałowskie (1921 Kałowskie Budy; 1939 Reymontów Stary) – dawniej samodzielna wieś, obecnie część osiedla Kały w zachodniej części Łodzi, w dzielnicy Bałuty. Leżały w widłach ulic Aleksandrowskiej i Szczecińskiej.

## Historia
Od 1867 w gminie Radogoszcz w powiecie łódzkim. W okresie międzywojennym należały do powiatu łódzkiego w woj. łódzkim. W 1921 roku liczba mieszkańców kolonii Kałowskie Budy wynosiła 42. 1 września 1933 utworzono gromadę (sołectwo) Kały w granicach gminy Radogoszcz, składającej się ze wsi Kały AB, osady szpitalnej Kochanówka, osady Borowiec, wsi Budy Kałowskie i osady Zadraż. 8 marca 1939 nazwę wsi Budy Kałowskie zmieniono na Reymontów Stary.
Podczas II wojny światowej włączone do III Rzeszy. Po wojnie Budy Kałowskie powróciły na krótko do powiatu łódzkiego woj. łódzkim, lecz już 13 lutego 1946 włączono je wraz z całą gminą Radogoszcz do Łodzi.